# Сенгирбекова, Ляйла Султанкызы
Сенгирбекова, Ляйла Султанкызы (каз. Сеңгірбекова Ләйлә Сұлтанқызы, родилась 18 декабря 1977 года в Шымкенте) — казахстанская телеведущая, директор детского телеканала «Балапан» АО РТРК «Казахстан», автор и ведущая ток-шоу «Әйел Бақыты», телевизионный продюсер, медиа-менеджер и известный журналист. Одна из победителей IV Республиканского Конкурса телевизионных и радиопрограмм «Алтын жұлдыз» с программой «Сазды тілек» на телеканале ТРК «Шаһар». Жюри реалити-шоу «SuperStar KZ». Заслуженный деятель Казахстана (2015).

## Образование
Происходит из рода конырат.
В 1999 году окончила факультет журналистики, Казахского национального университета имени аль-Фараби. C 1997 по 1998 год проходила курсы телерадиожурналистики «Интерньюс-Казахстан».

## Карьера
Карьеру телеведущего начала в 1997 году на телеканале ТРК «Шаһар».
О выборе своей профессии рассказывает: 
Ләйлә Сұлтанқызы:

«У японцев есть поверье, что ребенок уже в раннем детстве выбирает свою дальнейшую профессию. Если выбрал машинку — будет водителем, выбрал конструктор — будет строить дома. Отчасти это правда. Моя бабушка, преподаватель казахского языка и литературы, постоянно подталкивала меня к участию в олимпиадах по этим предметам. Возможно, благодаря этому я и стала журналистом. С самого начала моей карьеры я очень люблю и уважаю свою профессию.»
— 2016Интернет-акция "Люби своё дело"
С 1999 по 2003 год находилась в должности продюсера телеканала ТРК «Шаһар».
С 2003 по 2006 год находилась в должности директора телеканала «Hit TV».
В 2008 году становится программным продюсером АО РТРК «Казахстан».
С августа 2008 года и по настоящее время занимает должность Генерального директора ТОО «KazMedia Mobile».
С 2011 года является главным редактором издательства «Кино+Сериал».
С 4 мая 2012 года вступила в должность директора детского телеканала «Балапан».
Является автором и ведущим ток-шоу «Әйел Бақыты» на телеканале «Казахстан».
9 ноября 2017 года канал TENGRI TV на YouTube анонсирует презентацию проекта «Эфир» на казахском языке от Ляйлы Султанкызы.
21 декабря 2017 года стало известно о её переходе на «Седьмой канал».
С 1 января 2018 года становится членом Совета директоров «Седьмого канала».

## Достижения
- 1996 — Премия «Алтын жулдыз» от Союза журналистов Казахстана;
- 2014 — Нагрудный знак «Отличник культуры»;
- 2015 — присвоено почётное звание «Қазақстанның еңбек сіңірген қайраткері» (Заслуженный деятель Казахстана);
- 2018 — Член совета деловых женщин Национальной палаты предпринимателей «Атамекен»;
- 2021 (25 июня) — Благодарственное письмо Президента РК в сфере СМИ — за значительный вклад в развитие СМИ страны.;
- 2022 (17 марта) — Указом президента РК награждена медалью «Ерен Еңбегі үшін» (За трудовое отличие);[2]